# Al-Ahli SC (Tripoli)
El Al Ahly Sporting Club (en árabe: النادي الأهلي الرياضي‎) (National Sports Club) es un club de fútbol de Trípoli (Libia). Fue fundado en 1950 y juega en la Liga Premier de Libia.

## Historia
El equipo fue fundado el 19 de septiembre de 1950. Los fundadores fueron:
- Mabrouk Misraty (Presidente)
- Ahmed Taweel (Vicepresidente)
- Yousef bin Abdallah (Tesorero)
- Salem bin Hussein (Miembro de la Junta)
- Mustafa al Raqea'y (Miembro de la Junta)
- Mahmoud bin Hadimah (Miembro de la Junta)
- Mohamed Sa'ad bin Othman (Miembro de la Junta)
- Mustapha al Khouga (Miembro de la Junta)

La primera plantilla de la historia fue:
Entrenador: Othman Bizaan
Jugadores: Amir al Mujraab; Mabrouk al Misraty; Ahmed al Taweel; Hassan Mohamed al Amir; Mahmoud abu Hadima; Mohamed al Houny; Mohamed al Yumni; Salem bin Hussein; Mustafa al Khouga; Al-hadi al Khadaar; Mustafa al Raqea'y; Mohamed al Sadiq Abu Raqiqa; Ali al Jundi; Abdesalam Bizaan; Ibrahim Kafaalah; Yousef bin Abdallah al Fazzani; Ali al Jdeady; 
Es el segundo club más laureado del país, ya que ha ganado diez Ligas y cinco Copas de Libia, solo por detrás de su gran rival, el Al-Ittihad. El enfrentamiento entre estos dos equipos se considera el superclásico del país.
En 1984 el equipo llegó a la semifinal de la Recopa Africana, donde eliminó al Canon Yaoundé camerunés, sin embargo no pudo jugar la final contra el Al-Ahly egipcio debido a que el presidente del país, Muammar al-Gaddafi, prohibió a los equipos libios los enfrentamientos con clubes de Egipto.

## Al-Ahli en competiciones de la CAF

### Participaciones
- Liga de Campeones de la CAF: 8 apariciones
  - 2000 – Primera Ronda
  - 2001 – Primera Ronda
  - 2009 – Segunda ronda
  - 2015 – Ronda preliminar
  - 2016 – Segunda ronda
  - 2017 – Cuartos de final
  - 2022-23 – Primera ronda
  - 2023-24 – Primera ronda

- Copa Africana de Clubes Campeones: 3 apariciones
  - 1981 – Primera ronda
  - 1983 – Primera ronda
  - 1972 – Cuartos de final

- Recopa Africana: 2 apariciones
  - 1984 – Semifinal (se negó a jugar la final frente a equipos egipcios)
  - 2002 – Segunda Ronda

- Copa Confederación de la CAF: 10 apariciones
  - 2007 – Ronda Preliminar
  - 2009 – Tercera ronda
  - 2010 – Primera ronda
  - 2014 – Ronda preliminar
  - 2016 – Fase de grupos
  - 2018-19 – Primera ronda
  - 2020-21 – Primera ronda
  - 2021-22 – Semifinales
  - 2022-23 – Playoff
  - 2024-25 – Segunda ronda

### Partidos
| Temporada | Torneo                            | Ronda            | Club               | Casa  | Visita | Global         |
| --------- | --------------------------------- | ---------------- | ------------------ | ----- | ------ | -------------- |
| 1972      | Copa Africana de Clubes Campeones | 1                | Ismaily SC         | 1-0   | 1-2    | 2-2 (a)        |
| 1972      | Copa Africana de Clubes Campeones | Cuartos de final | Simba FC           | 1-1   | 0-3    | 1-4            |
| 1974      | Copa Africana de Clubes Campeones | 1                | Al-Hilal Omdurmán  | 2-2   | 0-3    | 2-5            |
| 1976      | Recopa Africana                   | Preliminar       | Liberté FC         | 5-0   | 4-1    | 9-1            |
| 1976      | Recopa Africana                   | 1                | Zamalek SC         | 2-1   | 0-3    | 2-4            |
| 1977      | Recopa Africana                   | 1                | Enugu Rangers      | 1-1   | 0-0    | 1-1 (a)        |
| 1979      | Copa Africana de Clubes Campeones | 1                | MC Alger           | 0-2   | 1-2    | 1-4            |
| 1981      | Copa Africana de Clubes Campeones | 1                | JE Tizi-Ouzou      | 0-0   | 1-2    | 1-2            |
| 1983      | Copa Africana de Clubes Campeones | 1                | JE Tizi-Ouzou      | 0-1   | 0-2    | 0-3            |
| 1984      | Recopa Africana                   | 1                | Étoile du Sahel    | 1-0   | 1-1    | 2-1            |
| 1984      | Recopa Africana                   | 2                | ASC Diaraf         | 3-0   | 1-2    | 4-2            |
| 1984      | Recopa Africana                   | Cuartos de final | Red Arrows FC      | 3-0   | 0-2    | 3-2            |
| 1984      | Recopa Africana                   | Semifinales      | Canon Yaoundé      | 1-0   | 0-1    | 1-1 (5-4 p)1   |
| 1986      | Recopa Africana                   | 1                | AS Fonctionnaires  | 5-1   | 0-1    | 5-2            |
| 1986      | Recopa Africana                   | 2                | Difaa El Jadida    | w.o.2 | w.o.2  | w.o.2          |
| 2000      | Liga de Campeones de la CAF       | Preliminar       | Olympic FC         | 4-0   | 2-1    | 6-1            |
| 2000      | Liga de Campeones de la CAF       | 1                | Africa Sports      | 0-2   | 0-4    | 0-6            |
| 2001      | Liga de Campeones de la CAF       | 1                | CR Belouizdad      | 1-1   | 0-2    | 1-3            |
| 2002      | Recopa Africana                   | 1                | Atlético Malabo    | 3-0   | 2-2    | 5-2            |
| 2002      | Recopa Africana                   | 2                | Ghazl Al-Mehalla   | 2-1   | 0-2    | 2-3            |
| 2007      | Copa Confederación de la CAF      | 1                | AS CotonTchad      | 2-1   | 0-1    | 2-2 (a)        |
| 2009      | Liga de Campeones de la CAF       | Preliminar       | AS Police          | 6-0   | 1-2    | 7-2            |
| 2009      | Liga de Campeones de la CAF       | 1                | JS Kabylie         | 1-0   | 2-1    | 3-1            |
| 2009      | Liga de Campeones de la CAF       | 2                | Étoile du Sahel    | 0-0   | 0-2    | 0-2            |
| 2009      | Copa Confederación de la CAF      | Play-Off         | Haras El-Hodood    | 0-0   | 1-2    | 1-2            |
| 2010      | Copa Confederación de la CAF      | Preliminar       | AS CotonTchad      | 2-0   | 0-0    | 2-0            |
| 2010      | Copa Confederación de la CAF      | 1                | CS Sfaxien         | 0-0   | 0-1    | 0-1            |
| 2014      | Copa Confederación de la CAF      | Preliminar       | COB                | 1-1   | 0-1    | 1-2            |
| 2015      | Liga de Campeones de la CAF       | Preliminar       | Smouha SC          | 1-0   | 0-1    | 1-1 (3-5 pen.) |
| 2016      | Liga de Campeones de la CAF       | Preliminar       | Onze Createurs     | 0-0   | 2-1    | 2-1            |
| 2016      | Liga de Campeones de la CAF       | 1                | Al-Hilal Omdurmán  | 1-0   | 1-2    | 2-2 (a)        |
| 2016      | Liga de Campeones de la CAF       | 2                | ASEC Mimosas       | 2-1   | 0-2    | 2-3            |
| 2016      | Copa Confederación de la CAF      | Playoff          | Misr El Makasa     | 0-0   | 1-1    | 1-1 (a)        |
| 2016      | Copa Confederación de la CAF      | Fase de grupos   | FUS Rabat          | 1-1   | 0-1    | 4º Lugar       |
| 2016      | Copa Confederación de la CAF      | Fase de grupos   | Étoile du Sahel    | 0-1   | 0-3    | 4º Lugar       |
| 2016      | Copa Confederación de la CAF      | Fase de grupos   | KAC Marrakech      | 1-2   | 2-2    | 4º Lugar       |
| 2017      | Liga de Campeones de la CAF       | Preliminar       | Wa All Stars FC    | 2-0   | 3-1    | 5-1            |
| 2017      | Liga de Campeones de la CAF       | 1                | FUS Rabat          | 2-0   | 1-3    | 3-3 (a)        |
| 2017      | Liga de Campeones de la CAF       | Fase de grupos   | USM Alger          | 1-1   | 0-3    | 2º Lugar       |
| 2017      | Liga de Campeones de la CAF       | Fase de grupos   | Zamalek SC         | 0-0   | 2-2    | 2º Lugar       |
| 2017      | Liga de Campeones de la CAF       | Fase de grupos   | CAPS United        | 4-2   | 4-2    | 2º Lugar       |
| 2017      | Liga de Campeones de la CAF       | Cuartos de final | Étoile du Sahel    | 0-0   | 0-2    | 0-2            |
| 2018/19   | Copa Confederación de la CAF      | 1                | New Star FC        | 1-1   | 0-0    | 1-1 (a)        |
| 2020/21   | Copa Confederación de la CAF      | 1                | US Monastir        | 0-0   | 0-2    | 0-2            |
| 2021/22   | Copa Confederación de la CAF      | 1                | Hay Al-Wadi SC     | 4-03  | 4-03   | 4-03           |
| 2021/22   | Copa Confederación de la CAF      | 2                | Biashara United    | w.o.4 | 0-2    | -              |
| 2021/22   | Copa Confederación de la CAF      | Playoff          | Stade Malien       | 1-0   | 0-1    | 1-1 (4-2 p)    |
| 2021/22   | Copa Confederación de la CAF      | Grupo A          | Pyramids FC        | 1-0   | 1-2    | 1° Lugar       |
| 2021/22   | Copa Confederación de la CAF      | Grupo A          | CS Sfaxien         | 2-1   | 0-0    | 1° Lugar       |
| 2021/22   | Copa Confederación de la CAF      | Grupo A          | Zanaco FC          | 2-0   | 3-2    | 1° Lugar       |
| 2021/22   | Copa Confederación de la CAF      | Cuartos de final | Al-Ittihad Tripoli | 1-0   | 0-0    | 1-0            |
| 2021/22   | Copa Confederación de la CAF      | Semifinales      | Orlando Pirates    | 1-0   | 0-2    | 1-2            |
| 2022/23   | Liga de Campeones de la CAF       | 1                | KMKM               | 4-0   | 2-0    | 6-0            |
| 2022/23   | Liga de Campeones de la CAF       | 2                | Al-Merreikh SC     | 3-1   | 0-2    | 3-3 (a)        |
| 2022/23   | Copa Confederación de la CAF      | Playoff          | Marumo Gallants FC | 1-0   | 0-3    | 1-3            |
| 2023/24   | Liga de Campeones de la CAF       | 1                | FC Nouadhibou      | 1-0   | 0-2    | 1-2            |
| 2024/25   | Copa Confederación de la CAF      | 1                | Uhamiaji FC        | 3-1   | 2-0    | 5-1            |
| 2024/25   | Copa Confederación de la CAF      | 2                | Simba SC           | 0-0   | 1-3    | 1-3            |

1- Al Ahly no pudo jugar la final por razones políticas.

2- Al Ahly fue descalificado debido a que la Federación de Fútbol de Libia fue suspendida por la CAF por no pagar las cuotas de inscripción.

3- La serie se jugó a partido único por el golpe de Estado en Guinea de 2021.

4- Bishara United fue descalificado por no presentarse a jugar el partido de vuelta.

## Uniforme
- Uniforme titular: Camiseta, pantalón y medias verdes.
- Uniforme alternativo: Camiseta blanca, pantalón blanco y medias verdes.

## Escudo
El escudo del club está formado por un fondo blanco y verde, con una antorcha sobre un mapa de Libia. Esa antorcha conmemora la independencia del país, que se logró poco después de la fundación del club. En 2000, cuando el equipo conquistó su décima Liga, se añadió una estrella en la parte superior del escudo.

## Estadio
El Al Ahly disputa sus partidos en el Estadio Internacional de Trípoli inaugurado en 1982 y que posee una capacidad para 80.000 personas.

## Palmarés

### Torneos Nacionales (21)
- Liga Premier de Libia (13): 1964, 1971, 1973, 1974, 1978, 1984, 1993, 1994, 1995, 2000, 2014, 2016, 2023
- Copa de Libia (6): 1976, 1994, 2000, 2001, 2006, 2016, 2017
- Supercopa de Libia (2): 2000, 2017